# Семёновка (Кинель-Черкасский район)
Семёновка — село в Кинель-Черкасском районе Самарской области России. Входит в состав сельского поселения Красная Горка.

## География
Село находится в восточной части Самарской области, в пределах Высокого Заволжья, в лесостепной зоне, на берегах реки Сарбай, вблизи места впадения в неё реки Шумарки, на расстоянии примерно 9 км к северо-западу от села Кинель-Черкассы, административного центра района. Абсолютная высота — 74 метра над уровнем моря.
Климат
Климат характеризуется как умеренно континентальный, с холодной малоснежной зимой и жарким сухим летом. Среднегодовая температура воздуха — 4,1 °С. Средняя температура воздуха самого тёплого месяца (июля) — 20,7 °C (абсолютный максимум — 40 °C); самого холодного (января) — −13 °C (абсолютный минимум — −43 °C). Среднегодовое количество атмосферных осадков составляет 469 мм, из которых 297 мм выпадает в период с апреля по октябрь. Снежный покров держится в течение 147 дней.
Часовой пояс
Село Семёновка, как и вся Самарская область, находится в часовой зоне МСК+1. Смещение применяемого времени относительно UTC составляет +4:00.

## Население
| 2010 |
| ---- |
| 739  |

Половой состав
По данным Всероссийской переписи населения 2010 года в гендерной структуре населения мужчины составляли 45,3 %, женщины — соответственно 54,7 %.
Национальный состав
Согласно результатам переписи 2002 года, в национальной структуре населения русские составляли 85 % из 776 чел.

## История
Основание села Семёновка относится к 1750-м годам. В архивном документе записано, что «деревня Семёновка, которая имела второе название Семёновка-Сарбайка, существовала уже в 1765 году, когда проводилось межевание соседних с нею земель». По существующей в народе легенде, название села происходит от имени первого поселенца Семёна. А второе название села указывает на географическое расположение — на реке Сарбай. Село было основано ясачными крестьянами, выходцами из мордвы и чувашей, которые обустраивались вблизи лесов, а нередко в самих лесах, где помимо земледелия можно было заниматься бортничеством и охотой. Ясачные люди — плательщики государственного налога общего характера — ясака, взимавшегося в царской России с народов Поволжья (с 15-16 вв.) и Сибири (с 17 в.). Жители села Семёновка занимались земледелием, охотой, рыболовством, огородничеством, животноводством, ремёслами. Из ремёсел наиболее развиты были производство саней, плотницкое дело и горничное. В ревизской сказке 1811 года значится 314 крестьян мужского пола. В том же документе записаны фамилии сложившихся родовых крестьянских семей, положивших начало многим поколениям семёновцев. Их фамилии вы видите на слайде. Среди них названы Ильины, Харитоновы, Степановы, Андреевы, Васильевы, Ивановы, Тимофеевы. В 1888 году стараниями бывшего приходского священника Иона Тихонравова была открыта церковно-приходская школа при Семёновской церкви. К началу 20 века численность населения Семёновки значительно возросла, на 1901 год насчитывалось 2384 человека. В селе имелись: церковь, церковно-приходская школа, 2 водяных мельницы и одна ветряная, 3 общественных хлебных магазина, 2 торговые лавки, одна казенная винная лавка. Во время империалистической войны (1914—1917 гг.) многие крестьяне ушли на войну. Октябрьская революция 1917 года в корне изменила их устои. В Семёновке было образовано 2 сельских Совета, а в 1928 году они были объединены в один. В годы НЭПа (1924—1925 гг.) (новая экон. политика) крестьяне стали объединяться в десятидворки. В 1926 году была образована артель по совместной обработке земли. В 1929 году было образовано коллективное хозяйство «Пламя Октября». В него вошли Семёновка и поселок Снички. Председателем избрали местного жителя Егора Анисимовича Долгова. В 1931 году произошло укрупнение хозяйства. В него вошли села: В.Шумарка, Капитоновка, поселки Красная Глинка, Мамаевка, но колхоз-«гигант» просуществовал недолго. В 1950 году семёновские колхозы «Пламя Октября» и «Парижская коммуна» объединились в один — колхоз имени Куйбышева. В 1964 году в связи с укрупнением Кинель-Черкасского района колхоз был переименован в к-з «Дружба». В предвоенные годы колхозы имели орошаемые участки, сады, пасеки, кролиководческие фермы. Война нарушила мирные планы сельчан. Почти из каждого дома на фронт ушли мужчины (более 400 человек), 239 не вернулись с полей сражений. Огромные трудности обрушались на сельчан. Наравне со взрослыми в колхозе трудились подростки. Постепенно жизнь налаживалась, улучшалось экономическое состояние. С 1960 года началось интенсивное жилищное строительство. В домах колхозников появились телевизоры, стиральные машины, мотоциклы, а позднее-автомобили. В это время были построены школа, Дом культуры, детский сад, магазин, медпункт, механические мастерские, животноводческие фермы, в селе проложен водопровод. С 1978 по 1991 годы колхозом руководил Александр Дмитриевич Афанасьев. Много добрых дел на его счету: газификация, строительство и благоустройство дорог, жилья, комплекса, дома животноводов, школьной столовой. Школьники старших классов поощрялись туристическими путевками в различные города: Москва, Харьков, Севастополь, Владимир, Волгоград, Брест, Минск. Колхоз славился устойчивыми урожаями зерновых культур, стабильно развивающимися свинокомплексом, МТФ, а семеновские свекловоды получали высокие урожаи сахаристых корней. В годы Перестройки колхоз реорганизовался в Акционерное общество «Дружба». С 2000 года общество ограниченной ответственности СХ Предприятие «Семёновское».

## Достопримечательности

### Родник "Горенка"

#### Описание
Родник «Горенка» — находится в лесу, в 5 километров от самой Семёновки. Сам родник скрыт от постороннего взгляда, находится он в глубинах леса. Огромный песчаный грот, из которого вытекает целебный родник. Здесь вода с высоким содержанием серебра.

#### Этимология
«Горенка» — легенда, связанная с названием родника, довольно печальная. Когда-то отсюда, с обрыва, горничная бросилась вниз от безответной любви к своему барину.

#### Статус
Родник «Горенка» включен в «Туристическую тропу» Кинель-Черкасского района, ему присвоен статус — «Памятник природы Самарской области».